# 栋于连
栋于连（法語：Domjulien，法語發音：[dɔ̃ʒyljɛ̃] ⓘ）是法国大東部大區孚日省的一个市镇，属于讷沙托区。

## 地理
栋于连（48°15'9"N, 5°59'49"E）面积11.94 平方千米，位于法国大東部大區孚日省，该省份为法国东北部内陆省份，北起默兹省和默尔特-摩泽尔省，西接上马恩省，南至上索恩省和贝尔福地区省，东临上莱茵省和下莱茵省。
与栋于连接壤的市镇（或旧市镇、城区）包括：拉讷沃维尔-苏蒙福尔、帕雷苏蒙福尔、勒蒙库尔、泰苏蒙福尔、维维耶-莱索夫鲁瓦库尔、埃特雷讷、热姆兰库尔。

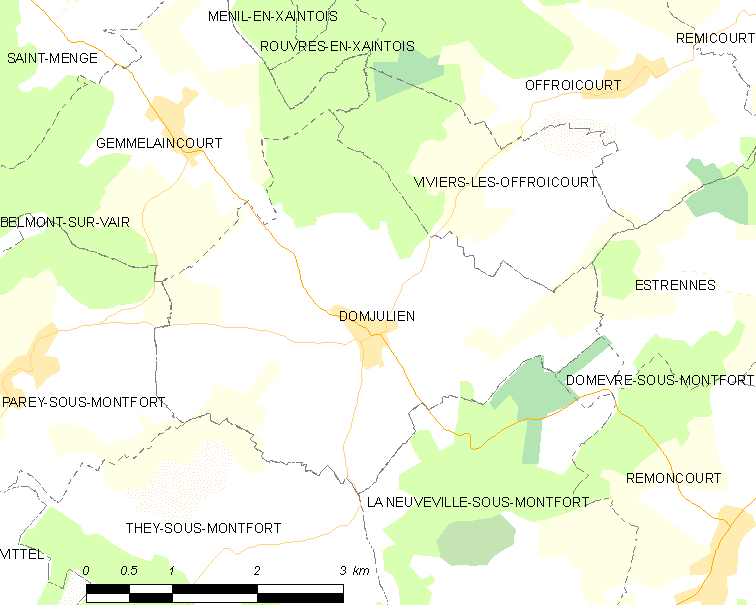
栋于连的OSM定位图

栋于连的时区为UTC+01:00、UTC+02:00（夏令时）。

## 行政
栋于连的邮政编码为88800，INSEE市镇编码为88146。

## 政治
栋于连所属的省级选区为维泰勒县。

## 人口

1962-2008年间栋于连人口变化图示

栋于连于2022年1月1日时的人口数量为177人。